# Fausto Acke
Fausto Alesio Acke (Rome, 23 mei 1897 - Hollywood, 14 mei 1967) was een Zweeds turner en atleet. 
Acke won met de Zweedse turnploeg de gouden medaille in de landenwedstrijd Zweeds systeem in het Belgische Antwerpen tijdens de Olympische Zomerspelen 1920.

## Resultaten

### Olympische Zomerspelen
| Jaar | Plaats    | Resultaten                           |
| ---- | --------- | ------------------------------------ |
| 1920 | Antwerpen | in de landenwedstrijd Zweeds systeem |